# Jabbar Guliyev
Jabbar Ali oglu Guliyev (en azerí: Cabbar Əli oğlu Quliyev, Zahmat, República Socialista Soviética de Armenia, 19 de mayo de 1922 - Bakú, Azerbaiyán, septiembre de 2004) fue un pintor de Azerbaiyán, galardonado con el título Artista de Honor de la República Socialista Soviética de Armenia.

## Biografía
Jabbar Guliyev nació el 19 de mayo de 1922 en el pueblo de Zahmat del raión de Masis. En 1941 se graduó en el Colegio Pedagógico Estatal de Ereván.
Ël participó en la Segunda Guerra Mundial y fue un miembro activo del movimiento partidista en Italia y Yugoslavia.
Se graduó de la Universidad Estatal de Cultura y Arte de Azerbaiyán. De 1961 a 1988 trabajó como profesor en el Instituto Pedagógico Estatal de Ereván.
En 1967 recibió el título honorífico de Artista de Honor de la República Socialista Soviética de Armenia. Durante su carrera de 50 años como artista creó más de 4.000 obras y realizó 23 exposiciones individuales. Sus obras se conservan en museos y colecciones privadas de más de 20 países del mundo.
En 1988 se mudó a Azerbaiyán debido al Conflicto del Alto Karabaj. Aquí fue aceptado como miembro de la Unión de Artistas de Azerbaiyán.
Jabbar Guliyev falleció en septiembre de 2004 en la ciudad de Bakú.